# Наумова, Вероника Сергеевна
Вероника Сергеевна Наумова (22 марта 1995) — российская футболистка, защитница московского «Спартака».

## Биография
Воспитанница подольского футбола, позднее занималась в Училище олимпийского резерва (Серебряные Пруды) и в молодёжных командах подмосковной «Россиянки».
6 марта 2013 года сыграла единственный матч в высшей лиге России в составе «Россиянки» против «Мордовочки», заменив в перерыве Марию Шестакову.
В дальнейшем играла в первом дивизионе за клубы «Савёловская», «Торпедо», «Челси» (Москва), во второй лиге за «Сокол» (Москва), в региональных соревнованиях за «Подольчанку». Принимала участие в соревнованиях по мини-футболу.
С 2023 года выступает за «Спартак». Бронзовый призёр чемпионата России 2024.
Выступала за юниорскую и молодёжную сборную России.